# 新竹科學園區龍潭園區

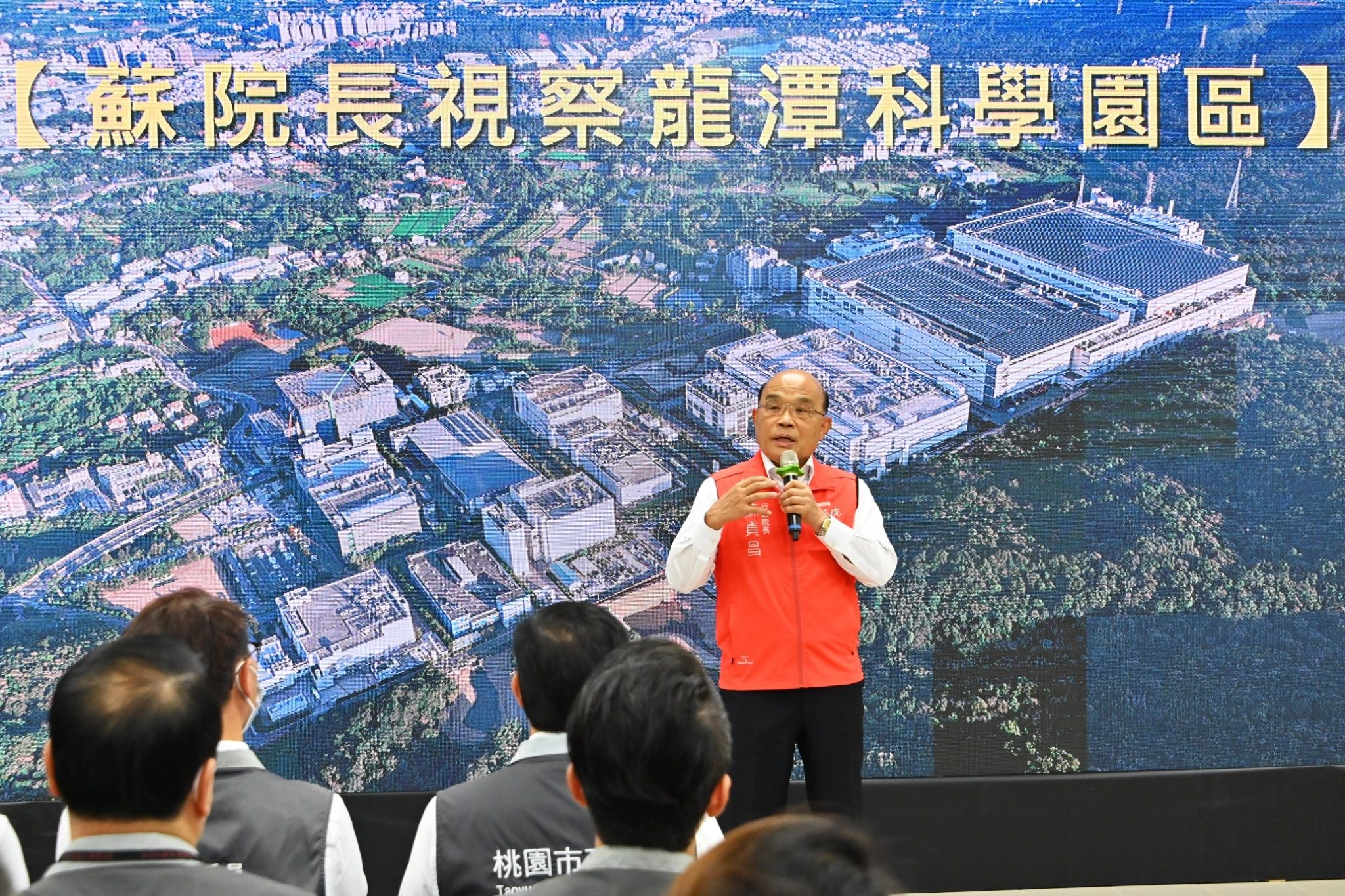
蘇貞昌視察龍潭科學園區

新竹科學園區龍潭園區又稱為龍潭科學園區是位於臺灣桃園市龍潭區的一個科技產業園區，屬於新竹科學園區的一部分。該園區的建置始於2004年1月28日，佔地面積約106.94公頃。
龍潭園區以積體電路製造與封測、光電面板、太陽能及生物科技等高科技產業為主要發展方向，引進了眾多知名企業，如蘋果公司、友達光電等，從業員工人數約7,000人，整體年營業額超過500億元。

## 歷史
1985年，龍潭園區被列為工業地，達裕開發便買下龍潭二百公頃的山坡地，但因投資失利，2004年，達裕開發公司透過辜仲諒與國科會簽立協議書，「先租後賣」來解決財務危機。2月9日，國科會竹科管理局通過收購案，與達裕公司簽約，收購龍潭土地，先租後售以76億元購入。2004年3月4日，時任總統陳水扁至龍潭，與林百里一同為廣輝公司工廠進行開工儀式。
龍潭科學園區位於桃園市龍潭區、平鎮區與楊梅區交界處，原為工業區，於2004年1月28日奉行政院核定納入科學園區，總開發面積為106.94公頃，分二期開發，第一期主要規劃為事業專用區，共計76.11公頃，第二期主要規劃為公園、綠地之開放空間，共計30.83公頃。

### 三期
2022年，龍科園區已滿租，年營業額超過500億台幣，廠商向政府提出需要擴大用地來進行擴產。
2022年11月3日，行政院長蘇貞昌視察「龍潭科學園區」，並正式宣布啟動龍潭科學園區三期擴建計畫。竹科管理局局長王永壯表示，龍潭園區三期擴建先導計畫已呈報國科會轉行政院，待行政院核定後，規劃2023年8月送件籌設計晝書，預計2026年將提供80公頃用地給廠商，包含台積電1奈米製程工廠用地。2023年6月上旬，龍科三期先導計劃已由行政院核定，預估平均年產值約為6000多億元，提供約5900個就業機會。
2023年7月26日，竹科管理局在龍潭區召開第一場徵收公聽會，當地住戶表達不滿，並組成「反龍科第三期擴建案自救會」，決定在9月12日上凱道抗議，向總統蔡英文陳情。竹科管理局9月13日表示，將修正徵收範圍，排除密集住宅區。

## 進駐廠商

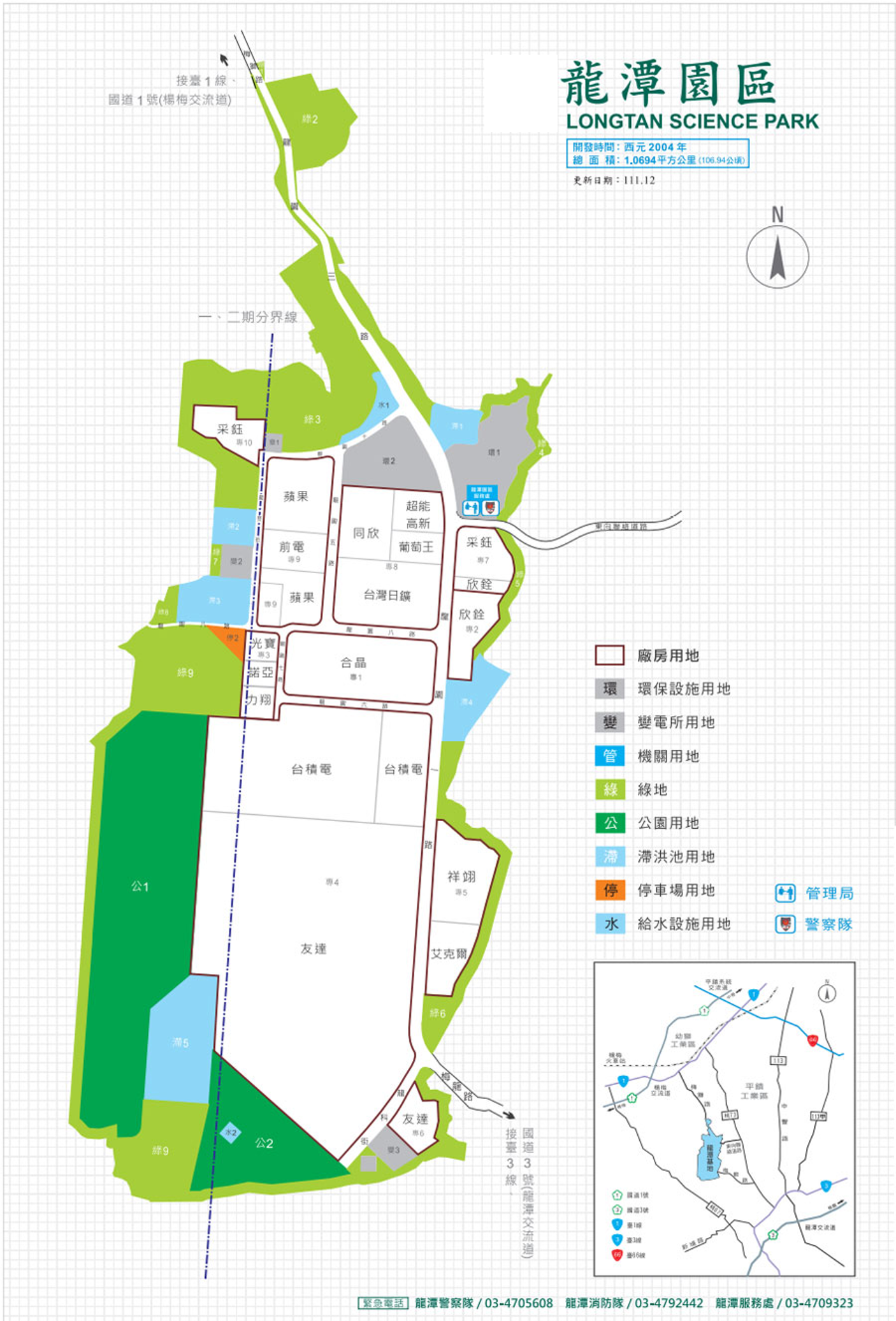
龍潭園區廠商分布

| 廠商編號 | 廠商名稱                           | 地址             |
| -------- | ---------------------------------- | ---------------- |
| A0098    | 台積電先進封測三廠                 | 龍園六路101號    |
| A0317    | 友達光電龍科廠                     | 龍園一路288號    |
| A0699    | 采鈺科技龍潭廠                     | 龍園一路89號     |
| A0785    | 明基材料竹科分公司                 | 龍園一路288號3樓 |
| A0799    | 合晶科技股份有限公司園區分公司     | 龍園一路100號    |
| A1000    | 台灣日鑛金屬股份有限公司園區分公司 | 龍園一路88號     |
| A1055    | 台灣諾亞生技股份有限公司           | 龍園七路68號     |
| A1059    | 前電科創股份有限公司               | 龍園五路28號     |
| A1092    | 葡萄王生技龍潭園區分公司           | 龍園一路68號     |
| A1099    | 同欣電子工業股份有限公司龍科分公司 | 龍園五路21號     |
| A1104    | 蘋果公司台灣分公司                 | 龍園十路55號     |
| A1114    | 祥翊製藥股份有限公司               | 龍園一路255號    |
| A1186    | 艾克爾先進科技股份有限公司         | 龍園一路333號    |
| A1274    | 三福氣體股份有限公司竹科分公司     | 龍科街338號      |
| A1364    | 友達數位科技服務股份有限公司       | 龍園一路288號5樓 |